# Club Deportiu Blanes
Il Club Deportiu Blanes è una società calcistica con sede a Blanes, in Catalogna, in Spagna. 
Gioca nella Tercera División, la terza serie del campionato spagnolo.

## Storia
Il CD Blanes venne fondato nella primavera del 1913 da alcuni villeggianti barcellonesi. Essendoci tra i fondatori sostenitori sia del Barcellona che dell'Espanyol, le squadre di calcio più importanti della Catalogna, venne tenuta una votazione per decidere di quale delle due squadre il Blanes avrebbe portato i colori con il risultato che ancora oggi la squadra indossa i colori bianco e blu dell'Espanyol.

## Tornei nazionali
- 3ª División: 13 stagioni

## Palmarès

### Competizioni regionali
- Primera Catalana: 1

2005-2006
- Copa Catalunya: 1

1989-1990